# 东北四省

中華民國大陸時期的東北四省包括熱河省、遼寧省、吉林省與黑龍江省

东北四省或东北四省区，是中国东北的几个省级行政区的合称，包括辽宁省、吉林省、黑龙江省与内蒙古东部（民国时期指热河省，後成为内蒙古自治区的一部分），奉系军阀统治下将其合稱東四省、关外四省。
- 1931年，東北三省於九一八事變後遭到日本佔領。
- 1932年，東北三省劃歸日本扶植成立的满洲国。
- 1933年，熱河省於熱河戰役後遭到日本佔領，同樣併入滿洲國。
- 1945年，日本战败，东北四省主權交還予国民政府。
- 1947年，東北三省在国民政府的行政区划变动下成为「东北九省」。但是实际上因国共内战而并没有徹底实行。
- 1955年，熱河省撤销，东北四省一名自此进入历史。

现在的东北四省区即传统意义上的东北三省辽宁省、吉林省、黑龙江省加上内蒙古自治区的东四盟市（不包含西部盟市），东北四省区的称谓仍然见于中华人民共和国的政府资料。
另外海南省由于有大量的东北居民前来旅游、定居，也被调侃为“东北第四省”。